# Alfred Moore

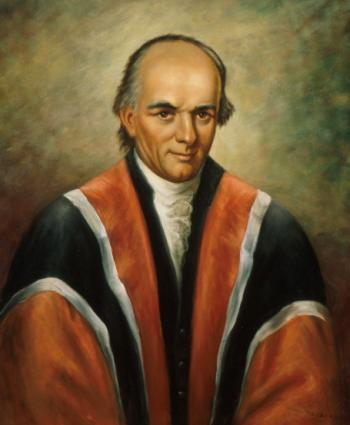
Porträt von Alfred Moore

Alfred Moore (* 21. Mai 1755 im New Hanover County, Province of North Carolina; † 15. Oktober 1810 im Bladen County, North Carolina) war ein amerikanischer Politiker, Jurist und Richter am Obersten Gerichtshof der Vereinigten Staaten.

## Familie
Geboren wurde Moore als Sohn eines angesehenen Anwalts und Richters. Seine Eltern schickten ihn zunächst nach Boston, um seine Ausbildung zu beenden. Von dort kehrte er jedoch schon bald nach North Carolina zurück und half in der Anwaltskanzlei seines Vaters aus. 1775 wurde er als Anwalt zugelassen. Um 1780 heiratete er Suzanne Eagles.

## Politische Erfolge
Nach dem Ausbruch des Unabhängigkeitskrieges 1775 trat Moore in die Armee ein und kämpfte im Rang eines Colonels bei der Verteidigung von Charleston (South Carolina). 1777 verließ er die Armee und wurde in den Senat von North Carolina gewählt. Von 1782 bis 1791 war er Attorney General von North Carolina. Als überzeugter Föderalist befürwortete er eine starke Bundesregierung und trug großen Anteil an der Ratifikation der Verfassung durch North Carolina, die dort noch im Jahr 1788 abgelehnt worden war. Nach seinem Ausscheiden als Generalstaatsanwalt arbeitete Moore als Anwalt, war als Abgeordneter im Repräsentantenhaus von North Carolina weiterhin in der Politik aktiv und fungierte in den Jahren 1798/99 als Richter am Superior Court von North Carolina. Die Wahl zum US-Senator verlor Moore sehr knapp mit nur einer Stimme.

## Richter am Obersten Gerichtshof
Nach dem plötzlichen Tod des Richters am Obersten Gerichtshof, James Iredell, ernannte Präsident John Adams Moore zu dessen Nachfolger. Wegen seines schlechten Gesundheitszustandes nahm er an der Arbeit des Gerichts nur wenig teil. Während der fünf Jahre seiner Amtszeit verfasste er nur ein einziges Urteil.

## Späteres Leben und Tod
Nach dem Ende seiner Amtszeit 1804 war er an der Gründung der University of North Carolina at Chapel Hill beteiligt. Moore starb 1810 und ist auf dem Friedhof der Saint Philip's Episcopal Church in Southport begraben.